# Анна Комнина (дъщеря на Никифор Комнин)
Анна Комнина (на гръцки: Άννα Κομνηνή, родена около 1085 г.) е племенница на византийския император Алексий I Комнин, която била омъжена за пансеваста Григорий Пакуриан младши, внук на великия доместик Григорий Бакуриани.
За съществуването ѝ се съди от надслова на едно писмо на охридския архиепископ Теофилакт до съпруга ѝ Григорий Пакуриан, който е наречен зет на великия друнгарий. Към времето, в което е датирано писмото, велик друнгарий на флота е Никифор Комнин, който е най-малкият брат на византийския император Алексий I Комнин. От това се прави заключението, че съпругата на Грихорий Пакуриан е била дъщеря на великия друнгарий Никифор Комнин и следователно се падала племенница на император Алексий I Комним. Тъй като дъщерята на Никифор Комнин никъде не е спомената по име, а липсват и сведения Никифор да е имал други дъщери, гръцкият учен Константинос Варзос приема, че тя е била единствена дъщеря и че най-вероятно е била кръстена на баба си по бащина линия Анна Даласина, каквато е традицията в семейство Комнини по това време – всички известни първородни дъщери на синовете на Анна Даласина са кръстени с нейното име. Според Варзос Анна най-вероятно е родена около 1085 г., а съпругът ѝ – около 1080 г.; към 1100 г. те вече били женени, а вероятно по повод на сватбата им младият Григорий получава от императора титлата пансеваст и е назначен за управител на провинциална област, попадаща в границите на Охридската архиепископия – вероятно на Драч или Скопие. Малко след това (преди април 1105 г.) Григорий Пакуриан починал преждевременно, оставяйки младата си съпруга вдовица твърде рано.
Анна Комнина и Григорий Пакуриан имали един известен син – Никифор Пакуриан.

## Цитирана литература
- Гръцки извори за българската история, Т. IX, Ч. 1. София: БАН, 1974, http://www.promacedonia.org/gibi/9_1/index.html
- Гръцки извори за българската история, Т. IX, Ч. 2. София: БАН, 1994, ISBN 954-430-153-4, http://www.promacedonia.org/gibi/9_2/index.html
- ((el)) Varzos, Konstantinos (1984). Η Γενεαλογία των Κομνηνών, A. Thessaloniki: Centre for Byzantine Studies, University of Thessaloniki, OCLC 834784634, архив на оригинала от 11 април 2019, https://web.archive.org/web/20190401112856/https://www.kbe.auth.gr/sites/default/files/bkm20a1.pdf